# Hans-Dieter Weihs
Hans-Dieter Weihs – niemiecki as myśliwski z okresu II wojny światowej. Odniósł 8 zwycięstw powietrznych latając na odrzutowym myśliwcu Messerschmitt Me-262, co uczyniło z niego jednego z 28 asów myśliwskich latających na samolotach odrzutowych. 
Wznosząc się w gęstej mgle 18 marca 1945 zderzył się ze swoim skrzydłowym Oberleutnantem Hansem Waldmannem. Waldman rozbił się niedaleko Schwarzenbek na południe od Hamburga.